# Jüdischer Friedhof Coswig (Anhalt)

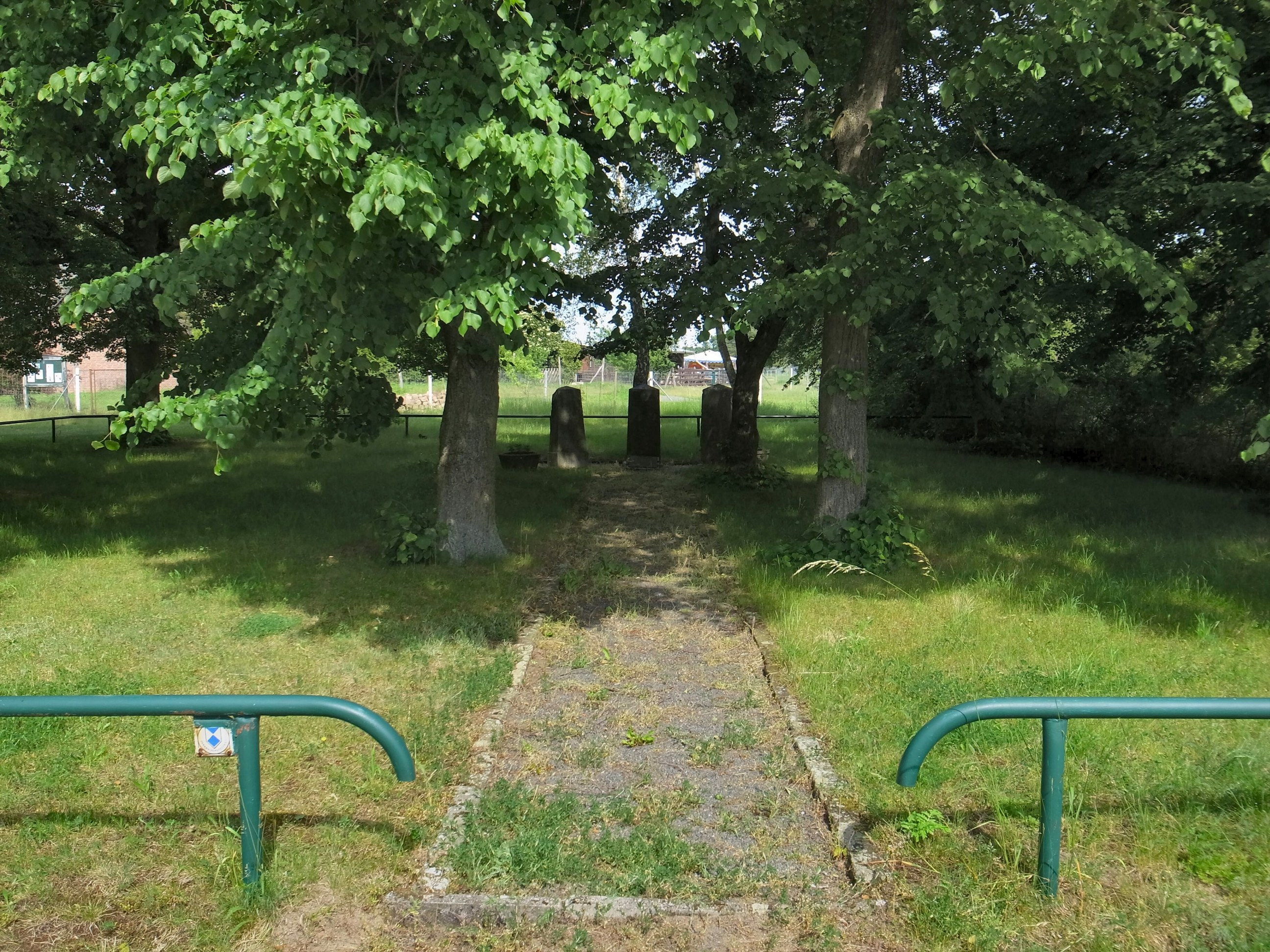
Jüdischer Friedhof in Coswig

Der Jüdische Friedhof in Coswig (Anhalt), einer Stadt im Landkreis Wittenberg in Sachsen-Anhalt (Deutschland), wurde vermutlich im 18. Jahrhundert angelegt. Der jüdische Friedhof östlich der Heidestraße ist ein geschütztes Kulturdenkmal.
Das erste bekannte Sterberegister beginnt im Jahr 1800. 1843 wurde ein Taharahaus erbaut. Es sind nur noch drei Grabsteine erhalten, die am Eingang Heidestraße des erst seit 1889 beim jüdischen Friedhof angelegten städtischen Friedhofes aufgestellt wurden.